# Conophytum fulleri
Conophytum fulleri är en isörtsväxtart som beskrevs av L. Bol.. Conophytum fulleri ingår i släktet Conophytum, och familjen isörtsväxter. Inga underarter finns listade i Catalogue of Life.